# UNDER17
2002년부터 2004년까지 활동했던 Under17은 성우 모모이 하루코와 기타리스트 코이케 마사야랑 함께했던 그룹으로 애니메이션계와 미소녀 게임 노래를 불렀던 그룹이었다 하지만 2004년 서로 음악적인 차이로 인해 해산을 결정하였다

## 해산 직전 코멘트
지금까지 UNDER17을 응원해 주신 여러분 감사합니다.
마지막을 멋지게 장식할 수 있어서 매우 행복합니다.
UNDER17을 해서 정말 다행이에요・・
그 수많은 멋진 스테이지가 만들어진건
팬 여러분들의 덕이라고 생각합니다.
흔히 팬은 형제나 가족이라는 말을 듣습니다만
그런 흔한 말로는 너무 표현하기 힘든 일체감이었습니다.
여러 라이브회장에 와주신 사람들의 "기"까지도 받았다고 생각합니다.
마지막의 마지막에 운것은 이렇게 UNDER17은 사랑받고있었다는 마음이 깊이 스며들어와, 눈물이 나와 멈출 수 없게 되어버린 것입니다.
그건 자신이 오래간 그려온 꿈 하나가 이루어진 순간이자
모두와 한몸이 된 것을 컨셉의 하나로 온 UNDER17에게도 큰 열매가 되었습니다.
이 열매에서 새로운 꽃이 필 수 있도록 앞으로도 열심히 해가겠습니다.
마지막으로 이번 투어를 성공적으로 이끌어주신 란티스의 井上(이노우에)씨、伊藤(이토)씨、提(츠즈미)씨. SOUND PRODUCE의 河野(코노)씨.
콘서트 디렉터 石黑(이시쿠로)씨, 原田(하라다)씨. 사운드 서포트를 해주신 宮本(미야모토)씨, 前田(마에다)씨. 밴드와 댄서 여러분. 무대감독 野村(노무라)씨, 笠原(카사하라)씨. 첫 스테이지를 만들어주신 여러분.
그리고 기타를 빌려주신 影山(카게야마) 씨.
정말로 감사합니다.